# Päpstliches Nordamerika-Kolleg

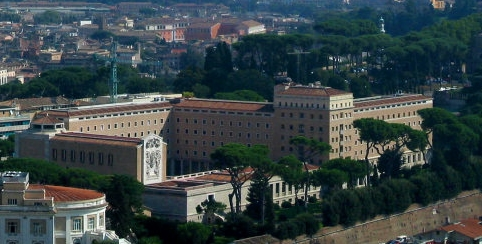
Janiculum-Campus des Kollegs

Das Päpstliche Nordamerika-Kolleg (lat.: Pontificum Collegium Civitatum Foederatarum Americae Septemtrionalis, engl.: Pontifical North American College, ital.: Collegio americano del Nord) ist ein katholisches Priesterseminar in Rom mit Sitz in der Vatikanstadt.

Wappen des PNAC

Das Kolleg wurde im Jahre 1859 von Papst Pius IX. in dem ehemaligen Dominikanerinnenkloster Santa Maria Assunta al monastero dell’Umiltà im historischen Zentrum von Rom in der Nähe des Trevi-Brunnens gegründet. 1952 wurde auf Veranlassung Papst Pius’ XII. auf dem Gianicolo zusätzlich zur Casa Santa Maria ein neues Gebäude für das Kolleg errichtet.
Das Päpstliche Nordamerika-Kolleg besteht aus einem Priesterseminar sowie einem Institut für die pastorale Weiterbildung. Angehängt an das Kolleg ist das US-amerikanische Pilgerzentrum in Rom sowie Unterkunftsmöglichkeiten unter anderem für die Mitglieder der Bischofskonferenz der Vereinigten Staaten.
Am Päpstlichen Nordamerika-Kolleg können sich ausschließlich Staatsangehörige der Vereinigten Staaten einschreiben, Dritte nur mit besonderer Zustimmung des Board of Governors. Dieses Gremium wird jeweils von dem Bischof einer nordamerikanischen Diözese geleitet; derzeit ist dies der Erzbischof von Baltimore, Edwin Frederick O’Brien, Derzeitiger Rektor ist Monsignore Peter C. Harman, ein Priester des Bistums Springfield, Illinois.
Für das akademische Jahr 2014 waren im Priesterseminar etwa 250 Studenten eingeschrieben.

## Rektoren

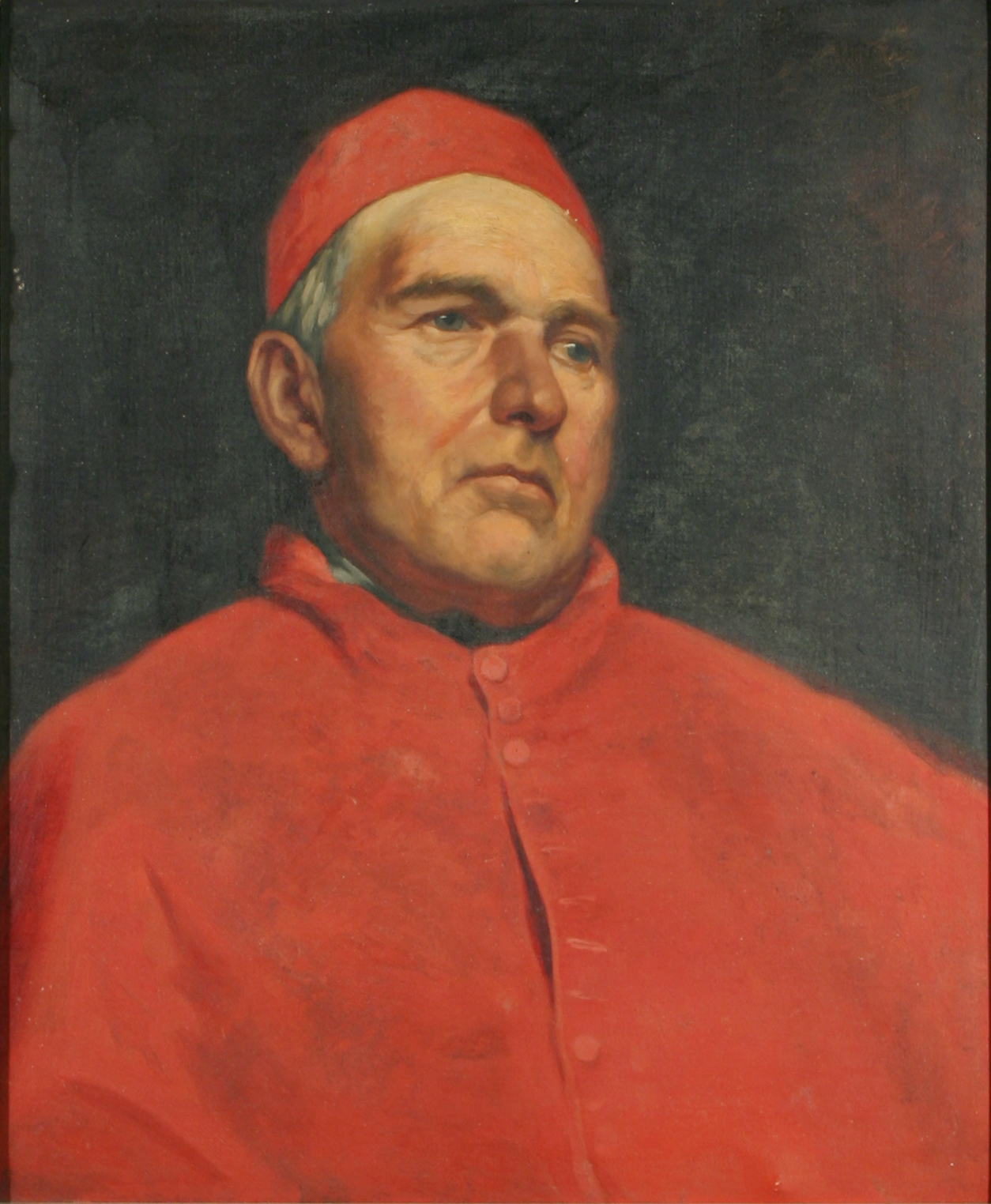
William Kardinal O’Connell, 1895–1901 Rektor

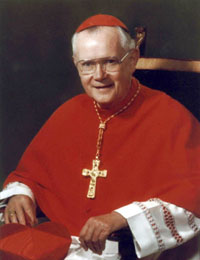
James Aloysius Kardinal Hickey, 1969–1974 Rektor

| Nr. | Name                               | Amtszeit  |
| --- | ---------------------------------- | --------- |
|     | Bernard Smith, O.S.B. (Pro-Rektor) | 1859–1860 |
| 1.  | William George McCloskey           | 1860–1868 |
| 2.  | Francis Silas Marean Chatard       | 1868–1878 |
| 3.  | Louis Hostelot                     | 1878–1884 |
|     | Augustin J. Schulte (Pro-Rektor)   | 1884–1885 |
| 4.  | Denis Joseph O’Connell             | 1885–1895 |
| 5.  | William Henry O’Connell            | 1895–1901 |
| 6.  | Thomas Francis Kennedy             | 1901–1917 |
| 7.  | Charles O’Hern                     | 1917–1925 |
| 8.  | Eugene S. Burke                    | 1925–1935 |
| 9.  | Ralph Leo Hayes                    | 1935–1944 |
|     | J. Gerald Kealy (Pro-Rektor)       | 1945–1946 |
| 10. | Martin John O’Connor               | 1946–1964 |
| 11. | Francis Frederick Reh              | 1964–1968 |
| 12. | James Aloysius Hickey              | 1969–1974 |
| 13. | Harold P. Darcy                    | 1974–1979 |
| 14. | Charles M. Murphy                  | 1979–1984 |
| 15. | Lawrence M. Purcell                | 1984–1990 |
| 16. | Edwin Frederick O’Brien            | 1990–1994 |
| 17. | Timothy Dolan                      | 1994–2001 |
| 18. | Kevin P. McCoy                     | 2001–2005 |
| 19. | James F. Checchio                  | 2005–2016 |
| 20. | Peter C. Harman                    | 2016–     |